# Brundage
Brundage è un census-designated place degli Stati Uniti d'America, situato nella contea di Dimmit dello Stato del Texas.
La popolazione era di 31 persone al censimento del 2000.

## Geografia fisica
Brundage è situata a 28°35′43″N 99°39′45″W (28.595243, -99.662611).
Secondo lo United States Census Bureau, ha un'area totale di 23,5 miglia quadrate (61 km²), di cui 23,4 miglia quadrate (61 km²) di terreno e 0,1 miglia quadrate (0,26 km², 0.43%) d'acqua.

## Società

### Evoluzione demografica
Secondo il censimento del 2000, c'erano 31 persone, 7 nuclei familiari e 5 famiglie residenti nella città. La densità di popolazione era di 1,3 persone per miglio quadrato (0,5/km²). C'erano 14 unità abitative a una densità media di 0,6 per miglio quadrato (0,2/km²). La composizione etnica della città era formata dal 67,74% di bianchi, il 29,03% di altre razze, e il 3,23% di due o più etnie. Ispanici o latinos di qualunque razza erano l'80,65% della popolazione.
C'erano 7 nuclei familiari di cui il 14,3% aveva figli di età inferiore ai 18 anni, il 42,9% erano coppie sposate conviventi, il 28,6% aveva un capofamiglia femmina senza marito, e il 14,3% erano non-famiglie. Il 14,3% di tutti i nuclei familiari erano individuali e nessuno nucleo familiare aveva una persona di 65 anni di età o più che viveva da sola. Il numero di componenti medio di un nucleo familiare era di 4,43 e quello di una famiglia era di 5,00.
La popolazione era composta dal 38,7% di persone sotto i 18 anni, il 12,9% di persone dai 18 ai 24 anni, il 22,6% di persone dai 25 ai 44 anni, il 22,6% di persone dai 45 ai 64 anni, e il 3,2% di persone di 65 anni o più. L'età media era di 22 anni. Per ogni 100 femmine c'erano 93,8 maschi. Per ogni 100 femmine dai 18 anni in giù, c'erano 137,5 maschi.
Il reddito medio di un nucleo familiare era di 13.750 dollari, e quello di una famiglia era di 13.750 dollari. I maschi avevano un reddito medio di 0 dollari. Il reddito pro capite era di 2.371 dollari. C'erano il 100,0% delle famiglie e il 100,0% della popolazione che vivevano sotto la soglia di povertà, incluso il 100,0% di persone sotto i 18 anni e nessuno sopra i 65 anni.